# District des East Jaintia Hills
Le district des East Jaintia Hills est un district de l'état du Meghalaya, en Inde.

## Géographie
Au recensement de 2011, sa population compte 122 436 habitants.
Son chef-lieu est la ville de Khliehriat. 